# Suceava (grad)
Suceava (poljski: Suczawa, ukrajinski: Сучава, mađarski: Szucsáva) je grad u sjeveroistočnoj Rumunjskoj u pokrajini Bukovini, glavni grad županije Suceava. Suceava je povijesno, kulturno, gospodarsko i sveučilišno središte sjeveroistočnog dijela Rumunjske.

## Zemljopis
Grad se dijeli na dva zemljopisna oblika: brežuljke i ledine u dolini rijeke Suceave. Neobična konfiguracija grada Suceave uključuje dva luga - Zamca i Şipote - koji su smješteni unutar gradskih granica. Gradsko naselje Burdujeni je povezano s ostatkom grada kroz avenije čineći da nalikuju na satelitski grad od Suceave. Grad leži na maloj rijeci po kojoj je i dobio ime Suceava, a 10 km od velike rijeke Sireta.

## Povijest
Dimitrie Cantemir u svojoj slavnoj pokrajini Moldaviji daje ime gradu (hipotetski mađarski: Szűcsvár). 
Grad je dugo vremema bio glavnim gradom Moldavije i glavno prebivalište moldavskih knezova  (između 1388. i 1565.). Grad je bio glavni grad zemljama Stjepana Velikog, koji je umro u Suceavi 1504. On je sagradio crkvu svaki put kada je porazio neprijatelje vojske. Tokom vladavine Alexandrua Lăpuşneanua, sjedište je premješteno u Iaşi 1565.
Zajedno s ostatkom Bukovine, Suceava je pod vlašću Habsburške Monarhije (kasnije Austro-Ugarske) od 1775. do 1918. granica između austrijskog i ugarskoga dijela carstva prolazila je jugoistočno od grada. Na kraju Prvog svjetskoga rata grad je postao dio Rumunjske.
Tijekom komunističkoga perioda u Rumunjskog grad je industrijaliziran s teškom industrijom, koja je jako oštetila prirodu.

## Stanovništvo
Po popisu stanovništva iz 2002. godine grad ima 105.865 stanovnika, dok je prosječna gustoća naseljenosti 2032 stan/km²
| Rumunji   | 98,17 |
| Romi      | 0,48  |
| Nijemci   | 0,35  |
| Ukrajinci | 0,27  |
| Poljaci   | 0,23  |
| Rusi      | 0,20  |
| Mađari    | 0,06  |
| Židovi    | 0,05  |
| ostali    | 0,19  |

| pravoslavci   | 90,52 |
| pentekostalci | 4,6   |
| rimokatolici  | 1,79  |
| baptisti      | 0,81  |
| adventisti    | 0,36  |
| grkokatolici  | 0,07  |
| ostali        | 1,85  |

## Znamenitosti
Crkva Svetog Jurja u sklopu samostana Svetog Ivana sagrađena je 1514. Samostan je oslikan freskama tipičnim u regiji, te je jedna od sedam crkava na popisu UNESCO-a kao svjetska kulturna baština. Sveti Ivan Novi bio Moldavski monah koji je za vrijeme turske okupacije propovijedao i bio je mučen u Ukrajini. Aleksandar Dobri je prenio relikvije Svetog Ivana u Moldaviju 1415. Samostan služi kao sjedište nadbiskupije Suceava i Radauti.

## Poznate osobe
- Petru Balan (1976.) - rumunjski nogometaš,
- Dimitrie Barilă (Dosoftei) (1624. – 1694.) - biskup
- Eugen Bejinariu  (1959.) - rumunjski političar,
- Anastasie Crimca (1550. – 1629.) - kanonik Rumunjske pravoslavne crkve
- Norman Manea (1936.) - pisac
- Dorin Goian (1980.) - rumunjski nogometaš
- Shulem Moskovitz
- Dumitru Rusu (1938.) - slikar
- Meir Shapiro (1887. – 1933.)
- Stefan Rusu - hrvač osvajač zlatne medalje na Olimpijskim igrama 1980.

## Vanjske poveznice
- Gradsko poglavarstvo
- Slike grada Suceava  Arhivirana inačica izvorne stranice od 9. ožujka 2009. (Wayback Machine)
- "Ştefan cel Mare" Sveučilište u Suceavi
- Suceava zračna luka  Arhivirana inačica izvorne stranice od 13. svibnja 2008. (Wayback Machine)
- Slike starog grada Suceava  Arhivirana inačica izvorne stranice od 21. svibnja 2008. (Wayback Machine)
- Slike Areni Stadiona Suceava  Arhivirana inačica izvorne stranice od 26. svibnja 2009. (Wayback Machine)
- Sport Suceava